# روت (آلتنکیرشن)
روت (به آلمانی: Roth) یک شهر در آلمان است که در راینلاند-فالتس واقع شده‌است.

## خصوصیات
روت ۱٬۵۶۸ نفر جمعیت دارد.